# Lautstärkeregler
Lautstärkeregler (auch: Lautstärkesteller) dienen zur Einstellung der Lautstärke an elektronischen Geräten der Unterhaltungselektronik wie Audio-Verstärkern, Mischpulten, HiFi-Anlagen und Fernsehgeräten sowie bei elektrisch verstärkbaren Musikinstrumenten wie E-Gitarre und E-Bass.

## Verwendung
Neben der manuellen Einstellung in einem offenen Regelkreis gibt es auch geschlossene Regelkreise, z. B. bei der automatischen Lautstärkeanpassung an die Fahrgeräusche eines Autos, ferner bei einer automatischen Aufzeichnungspegelregelung (auch hier geht es um die Größe des Audiopegels) oder bei der Rückkopplungsdämpfung zur Vermeidung des unangenehmen Selbstschwingens (Pfeifton) bei elektroakustischen Anlagen (ELA). Beim letzteren wird die Lautstärke oft in speziellen Frequenzbereichen geregelt.
Die Einstellung der Lautstärke kann manuell oder elektronisch (Software, Fernbedienung) sowie analog oder digital erfolgen und wirkt auf die Höhe (den Pegel oder die Amplitude) des Audiosignales vor dem Endverstärker.
Das Stellglied ist meist ein Spannungsteiler in Form eines Potentiometers (elektronisch oder mechanisch).

## Realisierung
Nach Art und Bedienung gibt es zur Lautstärkestellung verschiedene Vorrichtungen:
- mechanisches Dreh- oder Schiebepotentiometer
  - zur Fernbedienbarkeit auch mit angeflanschtem Motor (Motorpotentiometer)
- Widerstands-Array, realisiert mit über Relais schaltbaren, festen Widerständen
- Tonfrequenzübertrager mit multiplen sekundären Abgriffen unterschiedlicher Signalpegel
- elektronisches Potentiometer (analoger oder digitaler integrierter Schaltkreis) mit
  - Steuerung über eine Gleichspannung
  - digitaler Steuerung mit einem Inkrementalgeber, über eine Fernbedienung oder eine Bedienungssoftware
- Digital-Analog-Umsetzer mit
  - variabler Auflösung
  - variabler Versorgungsspannung

Mechanische und elektronische Potentiometer besitzen für die Lautstärkestellung meist eine logarithmische Steuerkennlinie, um einen großen Dynamikbereich mit linearer Verstellung abzudecken. Lautstärkepotentiometer sind hierzu nach dem Widerstandswert mit log oder einer Ziffer 2 gekennzeichnet.
Um beide Kanäle eines Stereosignales gleichzeitig beeinflussen zu können, gibt es Stereopotentiometer, diese besitzen zwei gleichartige Potentiometer auf einer gemeinsamen Welle.
Ein Qualitätsmerkmal dieser mechanischen Potentiometer und auch von elektronischen Potentiometern ist die Gleichlaufabweichung, das heißt, die Symmetrie der Widerstandsverhältnisse. Sie wird in Dezibel angegeben.
Die elektronische Lautstärkestellung bietet den Vorteil, dass die Steuerung unabhängig vom Signalstromkreis erfolgen kann und sich somit unzuverlässige Kontaktgabe nicht als Störung auswirkt; Zuverlässigkeit und Lebensdauer sind höher, der Signalweg muss nicht über abgelegene Bedienelemente geführt werden. Auch die Auflösung und die Kanalgleichheit ist bei elektronischen Lautstärkestellern besser als bei Drehpotentiometern.
Zur Balance-Einstellung (gegenläufige Steuerung beider Stereo-Kanäle) kann ein kostengünstiges lineares Potentiometer eingesetzt werden. In integrierten oder gar digitalen Schaltkreisen zur Lautstärkestellung sind oft weitere Funktionen zur Klangbeeinflussung mit integriert.

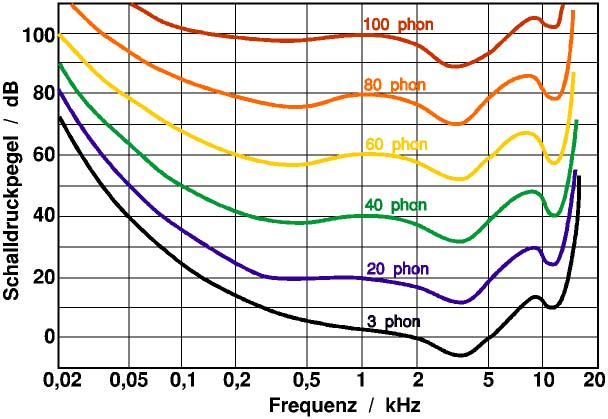
Lautheitskurven des menschlichen Ohres. Bei geringen Lautstärken nimmt die Empfindlichkeit bei tiefen Frequenzen deutlich ab. Bei hohen Frequenzen gibt es dabei nur eine unbedeutende Änderung.

Um die frequenzabhängigen Lautstärkeeindrücke des menschlichen Ohres (siehe Grafik) zu berücksichtigen, gibt es die sogenannte gehörrichtige Lautstärkeanpassung, im Englischen als loudness bezeichnet. Bei einer solchen werden bei geringen Pegeln die Frequenzen mit geringerer Empfindlichkeit des Ohres (also Bässe und Höhen) angehoben. Damit wird erreicht, dass der gesamte Frequenzumfang eines Musikstückes auch bei geringen Lautstärken gehört wird.
Digitale Signalprozessoren (DSP) verarbeiten das Audiosignal vollständig digital, indem sie es (falls notwendig) zunächst mit einem Analog-Digital-Umsetzer digitalisieren und danach wieder mit einem Digital-Analog-Umsetzer zurückwandeln. Sie können neben der Lautstärkestellung mit einer Vielzahl weiterer Funktionen ausgestattet sein, z. B. Störaustastung, Hall, Anhebung/Absenkung bestimmter Frequenzbänder.

## Abkommen zur Regelung der Lautstärke bei TV-Werbesendungen in Deutschland
In deutschen TV-Werbesendungen wurde für die Lautstärke vor 2012 seitens der TV-Sender der sogenannte „Spitzenpegelsatz“ verwendet. Der Zuschauer musste dann – wenn er nicht mit derartiger Lautstärke beschallt werden wollte – die Werbung z. B. per Fernbedienung runterpegeln und bei Ende der Werbung wieder lauter stellen. ARD und ZDF senden daher nun (ARD seit 1. Januar 2012) Werbeblocks in Lautstärke mit „Durchschnittswerten“. Damit folgen sie den Regeln der europäischen Rundfunkunion (EBU).
Im Mai 2012 schlossen sich dieser Regelung in Deutschland alle Sender an.